# Сай Янг
Сайрус Янг (молодший) (англ. Cyrus J. Young Jr.; 23 липня 1928 — 6 грудня 2017) — американський легкоатлет, який спеціалізувався в метанні списа.

## З життєпису
Олімпійський чемпіон з метання списа (1952).
Фіналіст (11-е місце) олімпійських змагань з метання списа (1956).
Чемпіон США з метання списа (1956). Срібний призер чемпіонату США з метання списа (1952, 1953, 1955).
Переможець (1956) та срібний призер (1952) олімпійських відбіркових змагань США з метання списа.
По завершенні змагальної кар'єри займався фермерством.